# Dysphania albimacula
Dysphania albimacula là một loài bướm đêm trong họ Geometridae.